# Будь здоров, дорогой!
«Будь здоров, дорогой!» (груз. იცოცხლე, გენაცვალე!) — грузинский художественный фильм.
Лауреат первой премии Международного фестиваля комедийного кино в Габрово (Болгария, 1983).

## Сюжет
Четыре новеллы («Ужин», «Секрет», «Командировка», «Моцарт»), объединённые общей темой доброты и внимания к окружающим людям. Герои фильма, попадая в различные комические ситуации, проявляют такие человеческие качества, как гостеприимство, общительность, чуткость.

## В ролях
- Вахтанг Кикабидзе
- Георгий Кавтарадзе
- Николай Рыбников
- Нана Джорджадзе
- Лия Элиава
- Ольга Белявская
- Тамара Цицишвили

## Съёмочная группа
- Авторы сценария и режиссёры-постановщики:
  - Тамаз Гомелаури
  - Вахтанг Кикабидзе
- Текст от автора читает: Зиновий Гердт
- Оператор-постановщик: Игорь Амасийский
- Художник-постановщик: Джемал Мирзашвили
- Композитор: Георгий Цабадзе
- Звукооператор Гарри Кунцев
- Текст песен:
  - П. Грузинский
  - М. Поцхишвили
- Режиссёр: Вахтанг Каджирашвили
- Оператор: Мамиа Сигуа
- Художник-гримёр: Г. Барнабишвили
- Художник по костюмам: М. Эбралидзе
- Оператор комбинированных съёмок: О. Брегвадзе
- Монтажёр: Д. Безуашвили
- Редактор: Ч. Амиреджиби
- Директор картины: Гурам Хундадзе